# Hail Caesar
Ne doit pas être confondu avec Hail, Caesar!.
Pour plus de détails, voir Fiche technique et Distribution.
Hail Caesar est un film américain réalisé par Anthony Michael Hall en 1994.

## Synopsis
Jules César (ses parents, archéologues l'ont affublé de ce nom si difficile à porter!) veut devenir une star du rock mais, dans l'immédiat, il travaille dans une usine. Il va y rencontrer la fille du patron et, pour la séduire, va essayer de gagner une grosse somme d'argent en un minimum de temps...

## Fiche technique
- Réalisation : Anthony Michael Hall
- Date de sortie : 1994

## Distribution
- Anthony Michael Hall : Jules César MacGruder
- Bobbie Phillips : Buffer Bidwell
- Leslie Danon : Annie
- Nicholas Pryor : Bidwell
- Robert Downey Jr. : Jerry
- Judd Nelson : prisonnier
- Michael J. Clouse : ingénieur du son
- Robert Downey Sr. : Butler
- Frank Gorshin : Pete Dewitt
- Tim Blake Nelson
- Samuel L. Jackson : Mailman